# Carl Johan Billmark

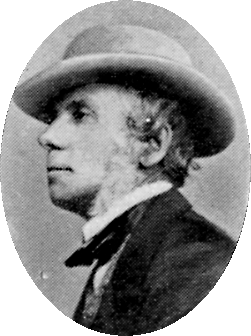
Carl Johan Billmark (Foto)

Carl Johan Billmark (* 28. Januar 1804 in Stockholm; † November 1870 in Paris) war ein schwedischer Lithograf, Graveur und Zeichner. Zu seinen bekanntesten Werken gehört das Panorama von Stockholm aus dem Ballon, 1868 in Paris gedruckt, und Von Stockholm nach Götheborg. Malerische Ansichten des Göthakanals und dessen Umgebung von 1843. Er starb unter ungeklärten Umständen während des Deutsch-Französischen Krieges im Vorfeld der Pariser Kommune im November des Jahres 1870 bei der Belagerung von Paris, so dass ein exakter Zeitpunkt seines Todes nicht angegeben werden kann.

## Leben

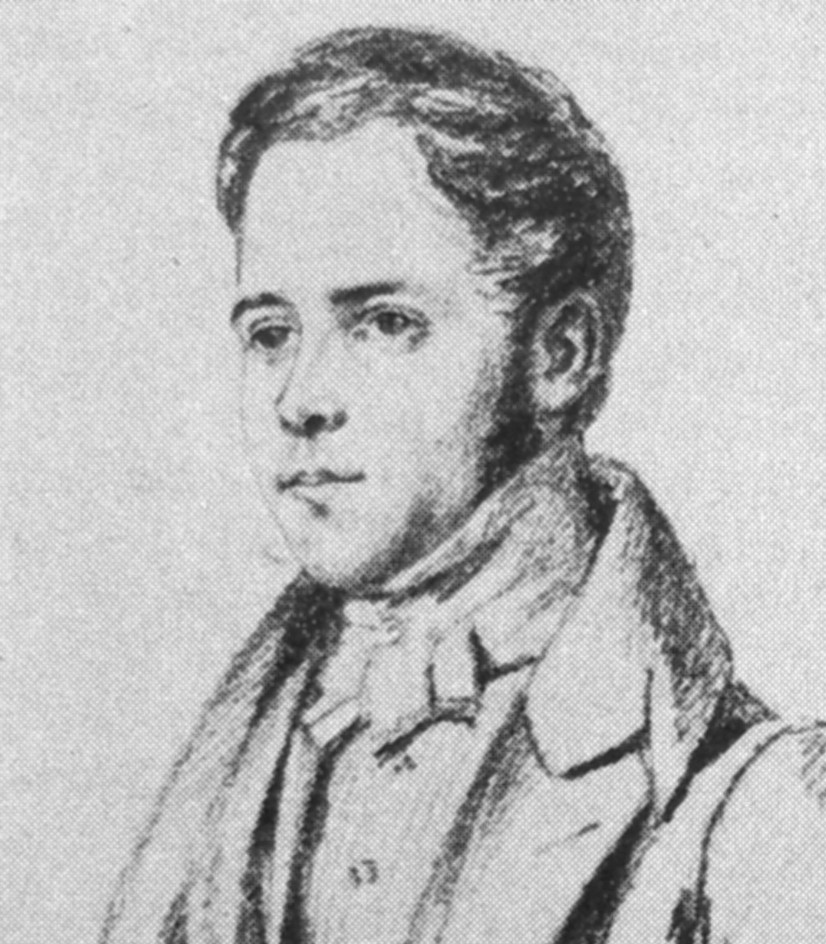
C. J. Billmark nach einer Zeichnung von Maria Röhl (1840)

Billmark arbeitete einige Jahre als Verkäufer, bevor er 1822 Schüler des Kupferstechers Christian Didrik Forssell wurde. 1827 verließ er Forssells Atelier, um sich in Lithografie auszubilden. Seine Werke Etüden für Landschaftsmaler (Etyder för landskapstecknare, 1828–30) und Schottische Ansichten (Skotska vyer, 1830–1832) zeigten seine Befähigung zum neu gewählten Kunstzweig. 1833 verließ er Schweden und zog nach Paris, wo er bis zu seinem Tode wohnte. Er wurde im selben Jahr Lehrling des bekannten französischen Malers, Aquarellisten und Lithografen Isidore Laurent Deroy. Von Paris aus unternahm er mehrere Reisen nach Deutschland ins Rheintal 1836 (u. a. kolorierte Lithografie des Andernacher Alten Krahnens, des Drachenfelses, der Burg Rheineck, einer Ansicht Köln unter dem Titel Rhenströmmen (Der Rheinstrom)), in die Schweiz, nach Italien 1837–1838, in die französischen Provinzen 1839 sowie in seine Heimat Schweden 1840. Das Schwedische Nationalmuseum besitzt viele seiner Zeichnungen und Skizzen aus dieser Zeit. In den Jahren 1840–1870 weilte Billmark vermutlich insgesamt 12 Monate in seinem Heimatland Schweden, wie 1840 (Reise entlang des Göthakanals), 1852, 1860 und 1864, als er den Sommer in Stockholm verbrachte und das Panorama schuf. Meist zeichnete er Touristen, Landschaften und Gebäude, die er dann in Paris lithografierte. 1843 erschien in Stockholm sein Werk Von Stockholm nach Götheborg. Malerische Ansichten des Göthakanals und dessen Umgebung mit beeindruckenden Ansichten des Trollhätte-Kanals. 1853–1855 veröffentlichte er Gripsholm, das ihn in Schweden berühmt machte.
1860 wurde Billmark zum Mitglied der Königlichen Akademie für die freien Künste (Kungliga Akademien för de fria konsterna) in Stockholm gewählt. König Oscar I. schätzte Billmarks Kunst sehr und veranlasste, dass er 1862 eine jährliche staatliche Leibrente von 800 schwedischen Reichstalern (riksdaler, schwedische Währung nach dt. Vorbild seit 1604, offiziell 1776–1873) durch das schwedische Parlament zuerkannt bekam. 1864 machte er die Bekanntschaft des französischen Ballonfahrtpioniers Gaspard-Félix Tournachon genannt Nadar, der erste Luftaufnahmen auch für archäologische Zwecke fertigte. Billmark lernte Luftpanoramen aus dem verankerten Ballon zu zeichnen. Für das Stockholmpanorama stand er im Ballon über Bredablick (30 m hoher achtkantiger Ziegelturm) in Skansen. In Paris fertigte er die Reinzeichnung des Stockholmpanoramas anhand der Skizzen und Fotografien an und lithografierte es. Bei Lemercier & Cie. ging es 1868 in Druck. Einige der wenigen Exemplare, die erhalten sind, bewahrt die Königliche Bibliothek und das Stockholmer Stadtmuseum auf.
Carl Johan Billmark gilt neben Michael Gustaf Anckarswärd (1792–1878) als der größte Lithograf Schwedens.

## Billmarks Stockholmpanorama von 1868
|  |

C. J. Billmarks Stockholmpanorama in linearer Perspektive von 1868. Der Fluchtpunkt liegt – als Nadelstich sichtbar – über dem Horizont etwas rechts von der Mitte.

## Galerie

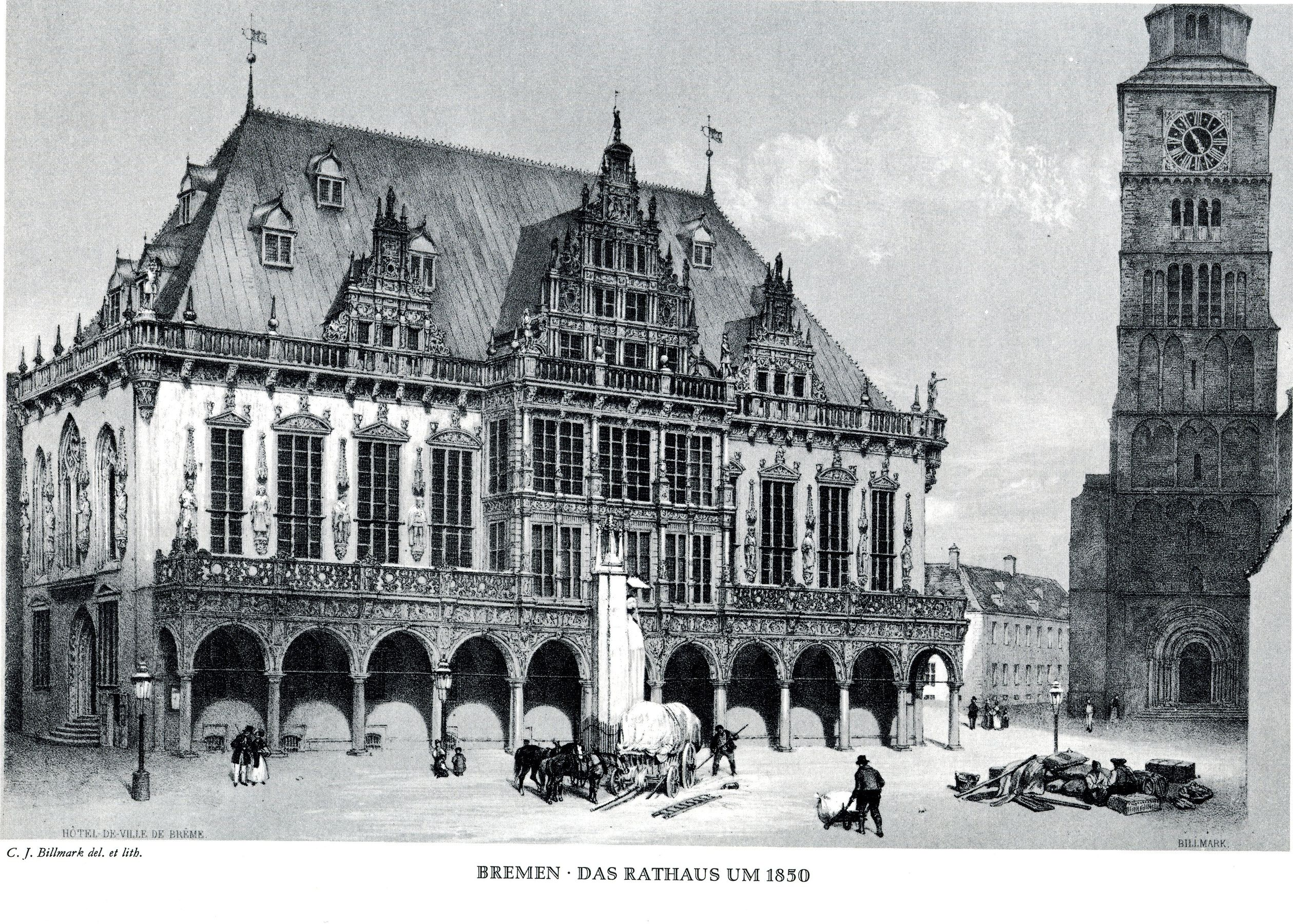
Bremer Rathaus 1850
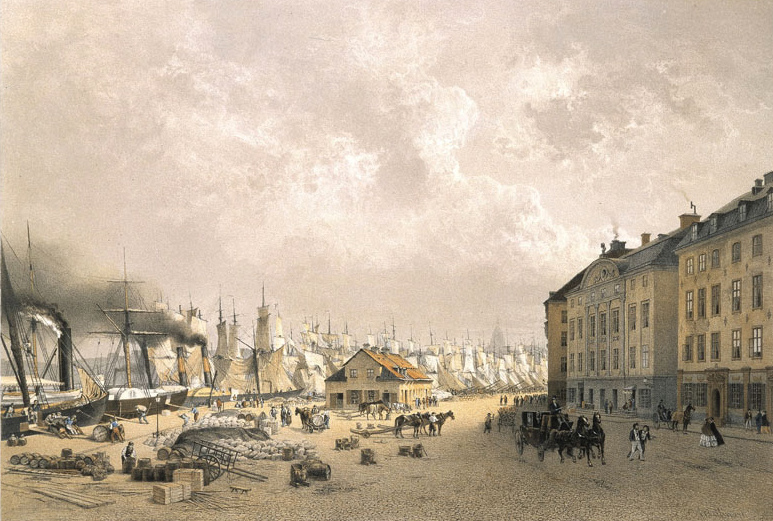
Skeppsbron in Gamla Stan 1860
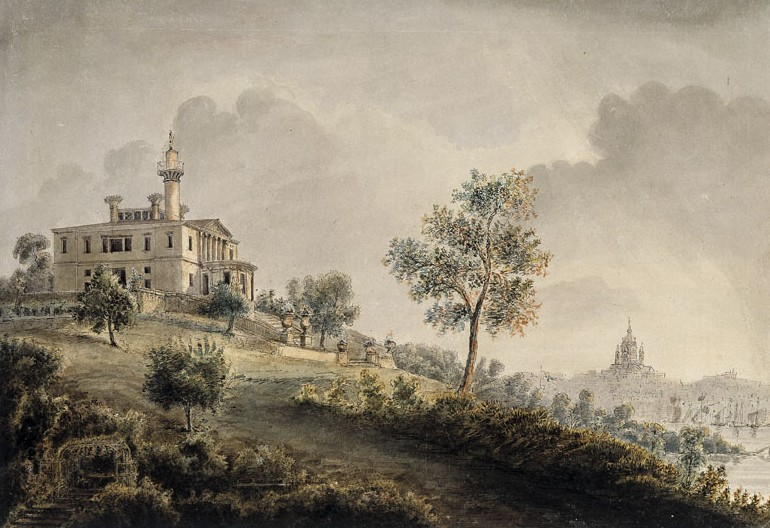
Byströms Villa in Djurgården 1860
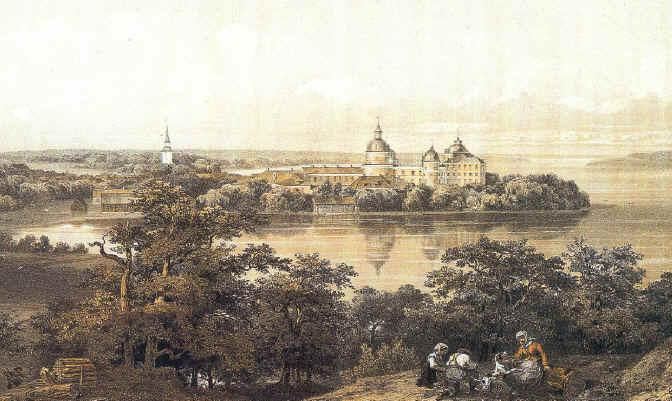
Schloss Gripsholm 1850

## Lithografien und Zeichnungen von Billmark
- Tjugo Vuer Af Rhenströmmen Från Cöln Till Mainz. Lemercier, Paris; Hoerbergska, Stockholm 1837 Digitalisat
- Von Stockholm nach Götheborg. Malerische Ansichten des Göthakanals und dessen Umgebung (Från Stockholm till Götheborg. Pittoreska Vyer från Götha Kanal och dess närheter. Förlag Albert Bonnier, Stockholm 1843)
- Malerische Reise von Stockholm nach Neapel, 1852
- Stockholms malerische Umgebung: Djurgården
- Gripsholm, 1853–1855
- Schweden, Aquarelle, Lithographien und Tondrucke, 1853–1866 (Ansichten und Interieurs von Stockholm, Uppsala, Sigtuna, Schloss Gripsholm und Schloss Skokloster)
- Panorama von Stockholm aus dem Ballon, 1868.[1]
- Le château royal d’Ulriksdal, 1870 (Das Königliche Schloss Ulriksdal, im Auftrag von König Karl XV.)